# Szubdukció

A szubdukciós zóna metszete

Szubdukcióról akkor beszélünk, amikor a viszonylag sűrű óceáni kőzetlemez kontinens peremének vagy másik óceáni kőzetlemeznek ütközve alábukik, és mélyen behatol a Föld köpenyébe. Az a terület, ahol a kőzetlemezek egymásnak ütköznek, a szubdukciós zóna, illetve az aktív kontinensperem. Az egymásnak torlódó lemezek közt felhalmozódó feszültség földrengések formájában pattan ki a köpenybe nyomuló kőzetlemez határfelületén. A szubdukciót éppen e tényből ismerték fel: az aktív kontinensperemeken a földrengések hipocentrumai egy, 20-40 fokos szögben a kontinens alá dőlő övben (az ún. Wadati–Benioff-zónában) helyezkednek el.
A lesüllyedő kőzetlemez részlegesen megolvad, és a benne lévő illékony komponensek (mint például víz) keltette magma feláramlásból alakulnak ki a jellemzően andezit-, vagy annál savanyúbb lávát produkáló vulkánokból álló szigetívek (mint például a Japán-szigetek). Ez a szinorogén vulkanizmus (szinorogén = hegységképződéssel párhuzamos). A behatolás sebessége évente néhány centiméter. Egyes, lehajló lemezek (többnyire a fiatalabbak) kb. 680–700 km mélyen megrekednek, és néhány évmillió alatt beolvadnak a földköpeny anyagába, más lemezek egészen a földköpeny és a külső mag határáig süllyednek le.
A vulkanizmuson felül a szubdukció kétféle hegységképződést is okoz. Az egyik a gyűrthegységek kialakulása, amely hasonló az egyszerű ütközés okozta térrövidülés miatti gyűrődéshez. A kontinentális lemez ellenállása gyűri maga alá az óceáni kérget, ez egyben nyomóerőt is gerjeszt, amitől a kontinentális lemez pereme meggyűrődik. A másik hegységképződési típus csak a szubdukciós zónákra jellemző. Ez annak következtében jön létre, hogy az alábukó lemez felületi részét a kontinensperem leborotválja és összegyűjti. A folyamat a hóekéhez hasonlóan működik. A lehántolt kőzetrétegek feltorlódnak és hegyekké alakulnak, jellegzetes töredezett és kevert anyagú kőzetekkel.